# يشيفا
مثيبة أو يشيفا (بالعبرية: יְשִיבָה تعني "جلوس" أو "وَثْب"، وتلفظ بالعبرية: يِشيڤاه أو باليديشية: يشيڤِه) وهي مدرسة يهودية دينية حيث يتم تعليم مصادر الهالاخاه (الشريعة اليهودية) وخاصة التلمود، وكذلك طرقات الإفتاء في الديانة اليهودية. في معظم الييشيفات الأرثوذكسية لا يجوز دراسة النساء، ولكن في بعض المجتمعات الأرثوذكسية أفتتحت مدارس دينية شبيهة باليشيفات موعودة للنساء. أما في المجتمعات الإصلاحية فتتعلم النساء في اليشيفات مع الرجال.

## تاريخ
في المصادر اليهودية من القرن الأول قبل الميلاد والقرنين الأولين للميلاد تذكر مدارس دينية تسمى ب«بيت مدراش» («دار دراسة») حيث علم الحاخامات اليهود مبادئ الديانية اليهودية للرجال اليهود بطريقة مماثلة لطريقة التعليم في الييشيفات المعاصرة. وبعد دمار هيكل هيرودس عام 70 للميلاد زادت أهمية المدارس الدينية من هذا النوع، لأنها اتخذت طريقة التعليم المفضلة على الفريسيين الذين بقوا الشيعة اليهودية الأقوى بعد دمار الهيكل. واعتبر الفريسيون التعليم الديني بديلاً جديراً للطقوس التي كانت تقام بها في الهيكل مثل التضحية بالقرابين وغيرها، واعتبروا الكنائس والمدارس الدينية بديلاً للهيكل بذاته.

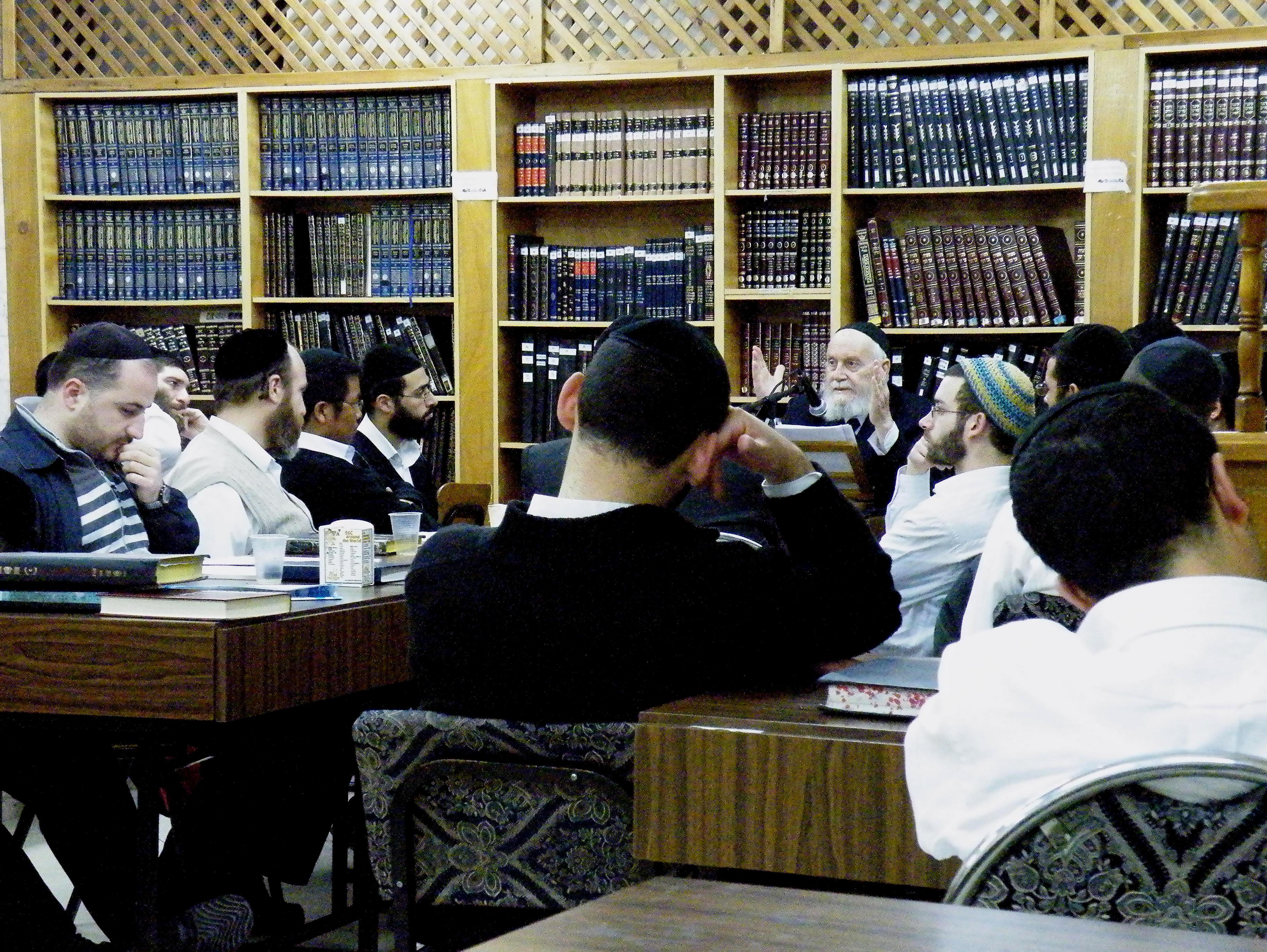
مدرسة يهودية في القدس

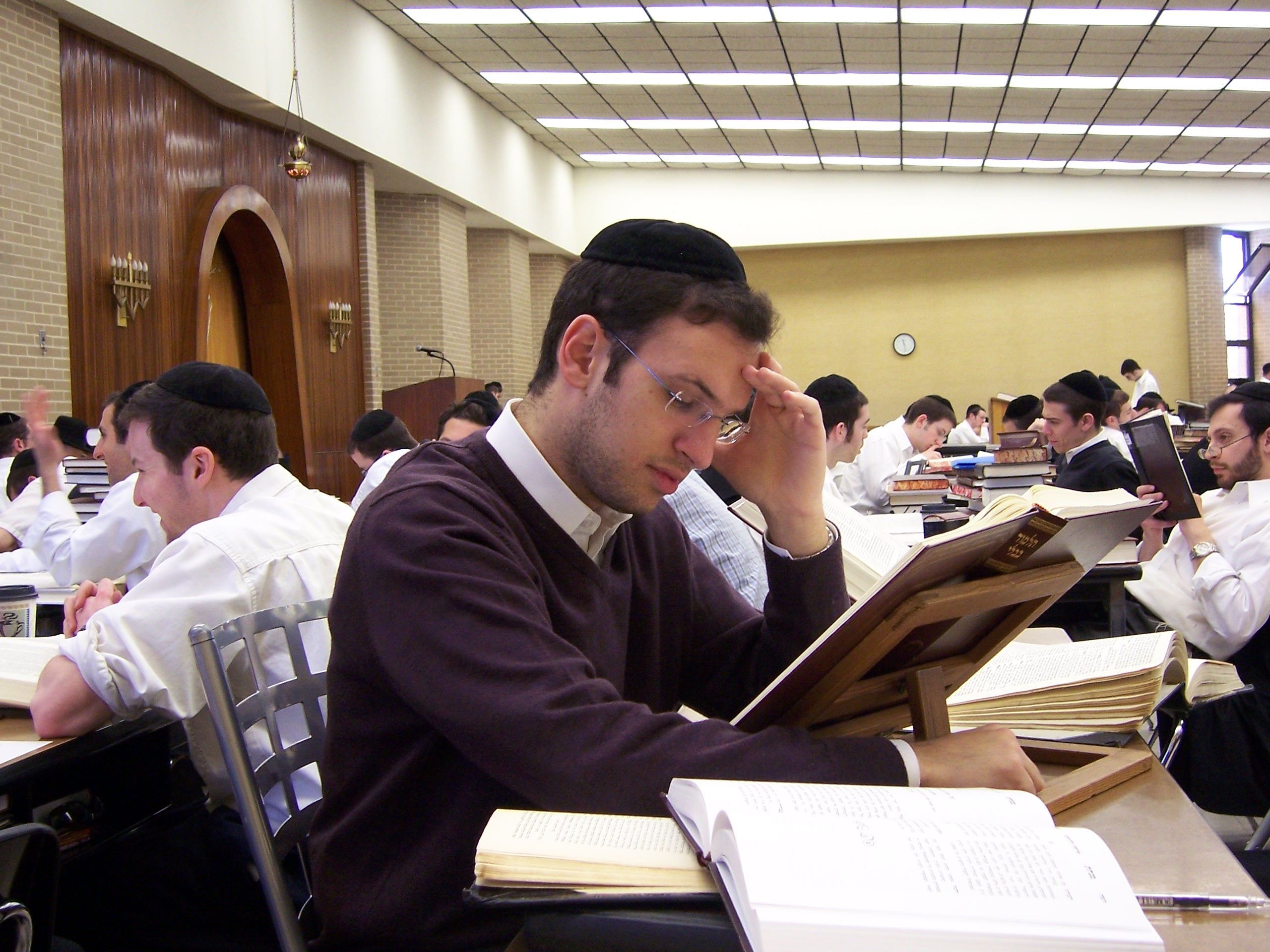
مدرسة يهودية (بيت ميدراش) بالتيمور، ماريلاند